# سر الحياة (مسلسل)
سر الحياة مُسلسل كويتي، من تأليف براك الحريبي.

## الممثلون
- عبير الجندي
- إبراهيم الحربي
- زينب العسكري
- خالد البريكي
- إلهام الفضالة
- منى عبد المجيد
- عبد الإمام عبد الله
- أحمد السلمان
- فريال يوسف
- نوال محمد
- أبو هلال
- إسماعيل سرور
- عبد الله الباروني
- طاهر النجادة
- ليلى السلمان
- إسماعيل الراشد
- شيماء علي
- أحمد عبد الله الشمري
- أحمد الحسن
- قوت القلوب